# Bols
Bols és una masia a mig camí dels nuclis de Perafita (Lluçanès) i Santa Eulàlia de Puig-oriol (el Lluçanès). Edifici format per diverses construccions en èpoques diferents i per a utilitats diverses. El cos central de la casa és un edifici de tres pisos, de planta rectangular i teulat a doble vessant. Construït amb murs de pedres irregulars i morter conserva encara part de l'arrebossat. A aquest cos central se li han afegit diversos annexes que s'usen com a paller (al darrere de la casa) o corts (a la part esquerra i davant de la casa). Altres construccions (pàrquing, paller...) complementen el conjunt.